# Юен Мітчелл
Юен Роберт Мітчелл (англ. Ewan Robert Mitchell; нар. 8 березня 1997, Дербі, Англія) — англійський актор, знаний ролями в драмі ITV1 «Алкіон» (2017), серіалі про Середньовіччя «Останнє королівство» (2017—2022), військовій драмі BBC «Світ у вогні» (2019—2023) і фантастичному серіалі HBO «Дім дракона» (2022 —). Серед його кіноролей участь у стрічках «На висоті» (2018) і «Солтберн» (2023).

## Ранні роки
Виріс у Дербі, має старшого брата. Навчався в Центральній дитячій телевізійній майстерні в Ноттінгемі.

## Кар'єра
Почав акторську кар'єру 2015 року, після закінчення середньої школи, з'явившись у короткометражному фільмі «Стереотип» (як актор озвучення) і в головній ролі короткометражного фільму «Вогонь». Пізніше зіграв другорядну роль у фільмі «Просто Чарлі» (2017) Ребеки Форчун і з'явився в ролі другого плану разом із Робертом Паттінсоном і Мією Гот у фільмі «На висоті» (2018) режисерки Клер Дені. 2022 року отримав роль в оригінальному фільмі Amazon Prime Video «Солтберн» від Еміралд Фіннелл.
Дебют на телебаченні відбувся у драмі ITV 2017 року «Алкіон» у ролі Біллі Тейлора. Його проривною роботою стала роль Осферта в історичній драмі BBC Two і Netflix «Останнє королівство», яку виконував з другого до п'ятого сезону. 2019 року зіграв Тома Беннета в драматичному серіалі BBC One «Світ у вогні» про Другу світову війну.
2022 року з'явився в кримінальному трилері ITV «На взводі» в ролі Біллі Вашингтона. Пізніше того ж року отримав роль принца Емонда Таргарієна в фантастичному серіалі HBO «Дім дракона», приквелі «Гри престолів» й адаптації вигаданої історичної книги Джорджа Р. Р. Мартіна «Вогонь і кров». Його гра в серіалі отримала схвалення критиків.

## Фільмографія
| Рік       |    | Українська назва    | Оригінальна назва   | Роль            |
| --------- | -- | ------------------- | ------------------- | --------------- |
| 2015      | кф | Стереотип           | Stereotype          | Скотт Бемфорд   |
| 2015      | кф | Вогонь              | Fire                | Джек            |
| 2017      | ф  | Просто Чарлі        | Just Charlie        | Джейсон         |
| 2017      | с  | Алкіон              | The Halcyon         | Біллі Тейлор    |
| 2017      | с  | Гранчестер          | Grantchester        | Арбагам         |
| 2017      | с  | Лікарі              | Doctors             | Геньєн          |
| 2017—2022 | с  | Останнє королівство | The Last Kingdom    | Осферт          |
| 2018      | ф  | На висоті           | High Life           | Еттор           |
| 2019—2023 | с  | Світ у вогні        | World on Fire       | Том Беннет      |
| 2019      | кф | Сталкер             | Stalker             | Браконьєр       |
| 2022—2024 | с  | На взводі           | Trigger Point       | Біллі Вашингтон |
| 2022—2024 | с  | Дім дракона         | House of the Dragon | Емонд Таргарієн |
| 2023      | ф  | Солтберн            | Saltburn            | Майкл Гейві     |